# Кизмер, Иван Иванович
Иван Иванович Кизмер (1786—1865) — русский военачальник, генерал от кавалерии, севастопольский и московский комендант. Участник военных походов с 1805 по 1831 годы.

## Биография
Родился 31 мая (11 июня) 1786 года в лютеранской семье дворян Санкт-Петербургской губернии; отец — смотритель Гавриловского конного завода, Иван Кондратьевич Кизмер.
После смерти отца, в 1795 году, его забрала в Петербург бабушка Анна Ивановна — шталмейстерская вдова, которая определила внука в Пажеский корпус, из которого он был выпущен в военную службу 23 февраля 1805 года и до 1814 года принимал участие в наполеоновских войнах.
Чин полковника получил 27 февраля 1819 года. Высочайшим приказом 10 января 1826 года был назначен командиром Мариупольского гусарского полка.
Был произведён 6 декабря 1827 года в генерал-майоры, с назначением состоять при начальнике 3-й гусарской дивизии; 8 марта 1828 года был назначен командиром резервной бригады 3-й гусарской дивизии, а 10 ноября 1830 года — командиром 1-й бригады 2-й уланской дивизии. С 25 декабря 1834 года был назначен окружным генералом 1-го округа отдельного корпуса внутренней стражи, с оставлением по армии. За отличие по службе 17 марта 1845 года был произведён в генерал-лейтенанты.
Высочайшим приказом назначен первым комендантом Севастополя, с оставлением по кавалерии, 20 октября 1853 года; находился в городе во всё время осады и «за отличное исполнение служебных обязанностей по званию Севастопольского коменданта» был награждён орденом Белого орла; 26 октября 1855 года был назначен первым Московским комендантом.
Произведён за отличие по службе в генералы от кавалерии, с зачислением по армейской кавалерии, 6 ноября 1863 года.
Умер 2 (14) февраля 1865 года в Москве. Его могила находится на Введенском кладбище, в часовне-мавзолее (2 уч.).
В фототеке Государственного научно-исследовательского музея архитектуры им. А. В. Щусева имеется карточка с изображением И. И. Кизмера с надписью: «Комендант Севастополя. Даты жизни 1786—1865.»

## Награды
- орден Св. Анны 1-й (1830), 2-й, 3-й и 4-й ст. (1808); в 1841 — императорская корона к ордену 1-й степени
- орден Св. Владимира 2-й (1849). 3-й (1826) и 4-й ст. с бантом (1813)
- орден Св. Георгия 4-й степени за выслугу лет (№ 4420; 18.12.1830)
- золотая сабля «За храбрость» с алмазами (1831)
- орден Белого орла (17.01.1855)
- орден Св. Александра Невского с алмазами[1]

Имел также польский знак отличия 2-й степени, а также серебряные медали за 1812 и 1814 годы, за взятие штурмом крепости Варшавы 25 и 26 августа 1831 года, за оборону Севастополя и бронзовую в память войны 1853—1856 годов, знак отличия беспорочной службы за 50 лет.